# Sumo

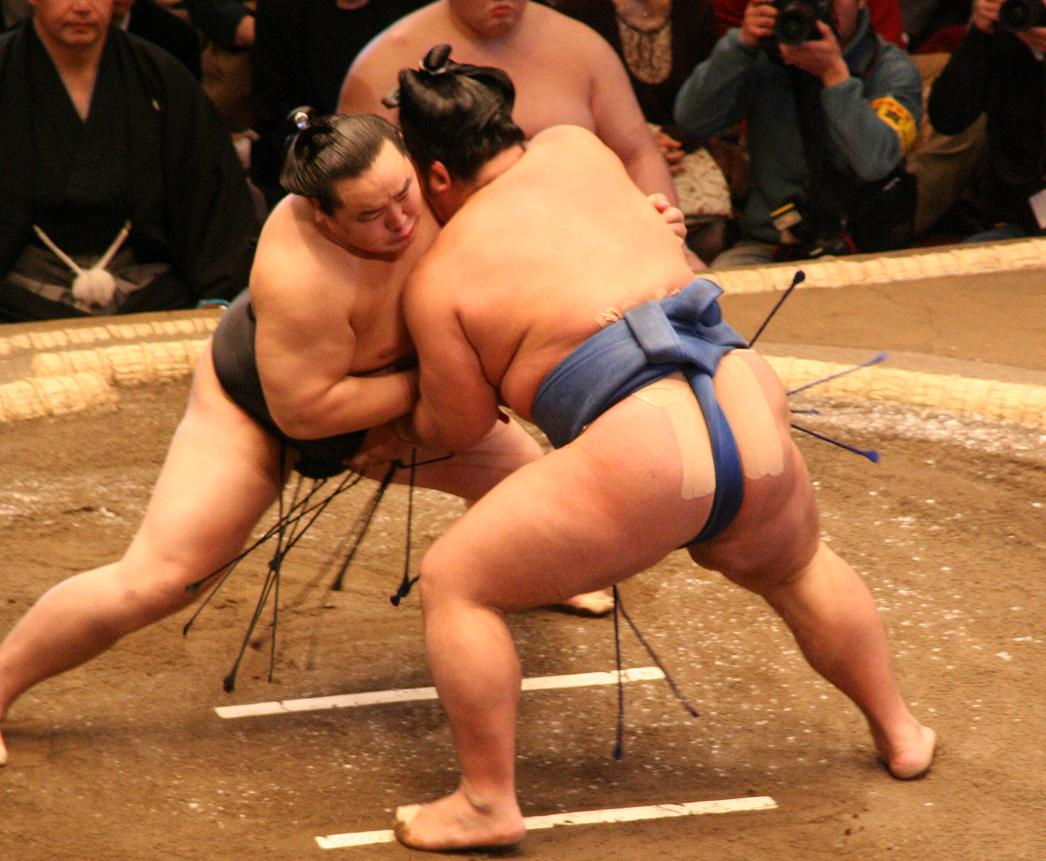
Sumobrottaren Asashoryu i kamp mot Kotoshogiku, januari 2008.

Sumo (japanska: 相撲?, sumō), ibland sumobrottning, är en japansk kampsport, där tunga och starka utövare, kallade rikishi, brottas upprätt. Syftet är att antingen få ut motståndaren ur ringen eller få denne att vidröra marken med någon annan kroppsdel än fotsulorna.
Viktklasser existerar inte eftersom även den lättaste brottaren med hjälp av teknik kan vinna över en mycket tyngre motståndare. Kvinnliga sumobrottare finns endast på amatörnivå, och framför allt i väst.

## Regler
Brottarna är klädda i traditionella sidenbälten (mawashi) som består av ett 9 meter långt och 80 centimeter brett sidenskynke som lindas varv efter varv runt brottarens bål. Brottarna har även speciell traditionsenlig frisyr (mage) bestående av en hårknut som är uppkammad på huvudet. Denna klipps sedan av under ceremoniella former när brottarens karriär har avslutats. Man måste även vara minst 130 cm lång. 
Inför varje match genomförs en rad ceremonier när bland annat domaren utropar deltagarnas namn och där deltagarna hälsar på varandra genom att göra en serie rörelser samtidigt mot varandra. Matcherna i sig är vanligtvis väldigt korta och kan vara över på ett par sekunder.

### Tekniker
Det finns över 80 olika tekniker man kan använda sig av för att vinna en match, men de flesta är baserade på fyra grundtekniker: 
- Lyfttekniken (yorikiri), då man tar tag i motståndarens bälte och lyfter ur denna ur ringen (dohyo[1]).
- Tryck- och knufftekniken (oshidashi), då man försöker knuffa sin motståndare ur ringen eller ner i backen.
- Stöttekniken (oshi-zumo), då man slår på motståndaren med handflatorna för att försöka knocka denne eller få denne ur balans.
- Kasttekniker (nage-zumo), då man med eller utan grepp på bältet kastar motståndaren ner i ringen.

## Tävlingar och klasser
Sporten utövas i alltifrån småtävlingar(Hana-sumo) och "VM i sumo" till den japanska officiella huvudturneringar: Honbasho.
De officiella huvudturneringar (Honbasho) hålls varannan månad, hela året, och innehåller en hel del ålderdomliga shintopräglade ritualer. Tre av dessa turneringar hålls i Tokyo, medan övriga hålls i Osaka, Nagoya och Fukuoka. Dessa turneringar är 15 dagar långa för brottarna i elitserien (makuuchi) och division 1 (juryo), där brottarna går en match om dagen. I de lägre divisionerna brottas deltagarna bara varannan dag – 7 dagar. Den som vunnit flest matcher vinner. 
| Honbasho  | Honbasho             | Honbasho | Honbasho                    | Honbasho               |
| Månad     | Namn                 | Stad     | Arena                       | Öppningsdag            |
| --------- | -------------------- | -------- | --------------------------- | ---------------------- |
| Januari   | Hatsu (Nyår) Basho   | Tokyo    | Ryōgoku Kokugikan           | 1:a eller 2:a söndagen |
| Mars      | Haru (Vår) Basho     | Osaka    | Osaka Prefectural Gymnasium | 2:a söndagen           |
| Maj       | Natsu (Sommar) Basho | Tokyo    | Ryōgoku Kokugikan           | 2:a söndagen           |
| Juli      | Nagoya Basho         | Nagoya   | Aichi Prefectural Gymnasium | 1:a eller 2:a söndagen |
| September | Aki (Höst) Basho     | Tokyo    | Ryōgoku Kokugikan           | 2:a söndagen           |
| November  | Kyūshū Basho         | Fukuoka  | Fukuoka Kokusai Center      | 2:a söndagen           |

### Rankningslistor
Efter varje turnering skrivs rankningslistan (banzuke) om. De brottare som vunnit minst 8 matcher (kachikoshi) åker normalt upp i rankning eller får vara kvar på samma rankning, medan de som inte nått 8 segrar (makekoshi) åker nedåt i rankningslistan eller åker ner till en lägre division.
Precis som i de flesta lagsporter ligger alla professionella brottare på en rankningslista där flera divisioner förekommer. Den högsta divisionen (makuuchi) är uppdelad i två delar, den översta delen där fyra titel-nivåer finns. Under dessa finns ett lite mer traditionellt rankingsystem där brottare åker upp och ner i rankningen inför varje turnering. Listan är också uppdelad i två delar, den västra och den östra delen, där den östra delen anses vara finare än den västra.

### Titelnivåer
De fyra titelnivåerna har följande namn:
- Komusubi - Fjärde högsta rankning
- Sekiwake - Tredje högsta rankning
- Ozeki - Näst högsta rankning
- Yokozuna - Högsta rankning, "stormästare"

Under dessa så finns maegashira-titeln, där de lägre rankade brottarna håller till.

## Medlemmar iISF
- Afrika
  -  Algeriet
  -  Elfenbenskusten
  -  Egypten
  -  Kamerun
  -  Kenya
  -  Kongo-Brazzaville
  -  Madagaskar
  -  Mali
  -  Mauritius
  -  Nigeria
  -  Senegal
  -  Sydafrika
  -  Togo
  -  Uganda
  -  Zimbabwe
- Asien
  -  Filippinerna
  -  Hongkong
  -  Indien
  -  Indonesien
  -  Iran
  -  Japan
  -  Kazakstan
  -  Kina
  -  Kinesiska Taipei
  -  Kirgizistan
  -  Malaysia
  -  Mongoliet
  -  Nepal
  -  Pakistan
  -  Sri Lanka
  -  Sydkorea
  -  Syrien
  -  Tadzjikistan
  -  Thailand
  -  Turkmenistan
  -  Uzbekistan
  -  Vietnam
- Europa
  -  Azerbajdzjan
  -  Bulgarien
  -  Danmark
  -  Estland
  -  Finland
  -  Frankrike
  -  Georgien
  -  Irland
  -  Israel
  -  Italien
  -  Litauen
  -  Moldavien
  -  Nederländerna
  -  Norge
  -  Polen
  -  Portugal
  -  Ryssland
  -  Slovakien
  -  Schweiz
  -  Storbritannien
  -  Sverige
  -  Tjeckien
  -  Tyskland
  -  Ukraina
  -  Ungern
  -  Vitryssland
  -  Österrike
- Nordamerika
  -  Dominikanska republiken
  -  Haiti
  -  Jamaica
  -  Kanada
  -  Kuba
  -  Mexiko
  -  Puerto Rico
  -  USA
- Oceanien
  -  Australien
  -  Fiji
  -  Kiribati
  -  Nya Zeeland
  -  Tonga
- Sydamerika
  -  Argentina
  -  Brasilien
  -  Chile
  -  Colombia
  -  Paraguay
  -  Uruguay
  -  Venezuela